# Jan Wolthuis
Jan Aksel Wolthuis (Groningen, 27 februari 1903 - aldaar, 16 maart 1983) was een Nederlands nationaalsocialist.
Wolthuis groeide op als enig kind. Zijn vader Jan Berent was onderwijzer.
Wolthuis studeerde rechten aan de Groningse universiteit. Jan Aksel trouwde in 1931 te Groningen. In 1933 werd hij lid van de Nationaal-Socialistische Beweging (NSB) van Anton Mussert. In de jaren voor 1940 vervulde hij diverse functies in de NSB: blokleider, kringpropagandist en secretaris van de plaatselijke kringleider. Tijdens de Tweede Wereldoorlog toonde Wolthuis zich een fanatiek nationaalsocialist; hij werd een aanhanger van de ideologie van Meinoud Rost van Tonningen. Hij werd benoemd tot 'vrederechter' te Arnhem. Zijn pogingen om burgemeester te worden, bleven zonder succes.
Na de oorlog kreeg hij een vrijheidsstraf van vier jaar opgelegd. Ook werd hem het recht ontnomen om functies uit te oefenen in de rechterlijke macht en de advocatuur. Hij was in de jaren vijftig enige tijd actief betrokken bij pogingen de NSB te heroprichten, onder de doorzichtige naam: Nationaal Europese Sociale Beweging (NESB). Hierop besloot zijn vrouw zich van hem te laten scheiden.
 Portaal: Fascisme en nationaalsocialisme in Nederland · Fascisme · Nationaalsocialisme